# سال گربه
سال گربه فیلم ایرانی در ژانر کمدی به کارگردانی و نویسندگی مصطفی تقی‌زاده و تهیه‌کنندگی سعید خانی محصول سال ۱۴۰۲ است که از ۲۲ فروردین ۱۴۰۳ در سینماهای ایران اکران شد.

## داستان
داستان "سال گربه" با محوریت مردی به نام جهانگیر (بهرام افشاری) روایت می‌شود که در سال گربه متولد شده و نحسی این سال که هر ۱۲ سال یک بار اتفاق می‌افتد، باعث ایجاد دردسر برای اطرافیانش می‌شود. به‌علاوه اینکه او علاقه عجیبی هم به شهرت دارد و برای مشهور شدن، حاضر است دست به هر کاری بزند.

## بازیگران
| بازیگر          | نقش                                        |
| --------------- | ------------------------------------------ |
| بهرام افشاری    | جهانگیر غزنوی                              |
| بهرام افشاری    | پدر جهانگیر                                |
| سارا بهرامی     | میشا (همسر جهانگیر)                        |
| هومن برق‌نورد    | دکتر عارف بام (جراح زیبایی)                |
| شبنم قربانی     | ترانه                                      |
| مرتضی تقی‌ زاده  | نگهبان زندان                               |
| لادن ژاوه‌وند    | اختر باغی (مادر میشا)                      |
| نوشین تبریزی    | خواهر مقتول                                |
| رضا رشیدپور     | خودش (مجری تلویزیون)                       |
| علی اوجی        | مسئول پشت صحنه (حضور افتخاری)              |
| حمید معصومی‌نژاد | خبرنگار تلویزیون در ایتالیا (حضور افتخاری) |
| مهرداد صدیقیان  | خودش (حضور افتخاری)                        |

## بازخورد
روزنامه جوان در نقدی درباره این فیلم چنین می‌نویسد: ضعف جدی فیلم‌هایی مانند سال گربه در این است که تصور می‌کنند حضور یک بازیگر با موقعیت‌های تکراری می‌تواند موجب خنده مخاطب شود، اما چنین اتفاقی در سال گربه رخ نمی‌دهد، چراکه تمامی توانایی کارگردان در خلق موقعیت‌های بی‌اساس تلف شده است و انگار بهرام افشاری با استفاده از هنر تکراری خود فیلم را جلو می‌برد، فیلمنامه‌ای وجود ندارد و با طرحی چند صفحه‌ای سروکار داریم.
وب سایت سرگرمی راهنماتو درباره روند تکراری کمدی‌های ساخته شده در ۳ سال اشاره می‌کند: همان شوخی‌های تکراری جنسی، همان شخصیت‌های تیپیکال، به عنوان مثال یک مادر پیرِ به شدت غرغرو! چیزی که باعث می‌شود بگوییم فیلم «سال گربه» به جای یک فیلم بلند، می‌توانست فیلمی کوتاه باشد این است که در آن هیچ اتفاق خاصی نمی‌افتد و ما فقط منتظر خاموش شدن پرده هستیم! پرده خاموش می‌شود و همه چیز به شکل ناامیدکننده‌ای تمام!
فاکتورهای خنده گرفتن از مخاطبان در سینمای ایران از یک کلیشه ثابت بهره می‌برد. در بخش نخست این تحلیل به کلیشه حضور بازیگران ثابت با ایفا نقش‌های مشابه اشاره شد، اما در سینمای ایران عناصر کلیدی خندادن همواره ثابت است.
وب سایت دیبا سین درباره این عناصر کلیشه‌ای می‌نویسد: تمام فاکتورهایی که باعث خنداندن مخاطب میشود همان فاکتورهایی‌ست که همیشه می‌بینیم. از چند سال قبل که کمدی باب شده و رکوردها به دست کمدی‌ها شکسته میشوند تا امروز این فاکتورها تکرار میشود. یعنی همان مدل شوخی‌هایی که قبلاً دیدیم در سال گربه هم مشاهده کردیم. مثل غش‌کردن، فحش‌دادن، ترسیدن، شوخی جنسی و خرده‌نکات دیگری که نیتی جز خنداندن مخاطب ندارد. سال گربه یک کمدی تکراری است که چند لحظه‌ای می‌خنداند و بعد هم تمام میشود. اگر شما چیز جدیدی پیدا کردید به ما بگویید. ظاهراً دیگر محتوا در کمدی به کل اهمیت خود را از دست داده و کسی هم انتظاری ندارد.
همه فیلم تکراریست. فقط داستان فرق دارد. سایر فاکتورها همان چیزهای سخیف و زننده‌ای است که جز خنداندن هدفی ندارد. کار جایی بیشتر می‌لنگد که محتوای فیلم هم بی‌ارزش است. مردی که نمی‌میرد و عاشق شهرت است. مشهور می شود، اما به عنوان فردی منحوس! محتوای دغدغه‌مند و باارزش این قصه کجاست؟
باور کنید کل فیلم همین یک خطی است که نوشتیم. چیز دیگری ندارد. نقش بهرام افشاری مشابه سابق است و چیز جدیدی ندارد.